# Municipio de Alma (Illinois)
El municipio de Alma (en inglés: Alma Township) es un municipio ubicado en el condado de Marion en el estado estadounidense de Illinois. En el año 2010 tenía una población de 836 habitantes y una densidad poblacional de 8,76 personas por km².

## Geografía
El municipio de Alma se encuentra ubicado en las coordenadas 38°41′24″N 88°51′55″O / 38.69000, -88.86528. Según la Oficina del Censo de los Estados Unidos, el municipio tiene una superficie total de 95.44 km², de la cual 95,26 km² corresponden a tierra firme y (0,19 %) 0,18 km² es agua.

## Demografía
Según el censo de 2010, había 836 personas residiendo en el municipio de Alma. La densidad de población era de 8,76 hab./km². De los 836 habitantes, el municipio de Alma estaba compuesto por el 98,8 % blancos, el 0,48 % eran afroamericanos, el 0,12 % eran amerindios, el 0,12 % eran de otras razas y el 0,48 % eran de una mezcla de razas. Del total de la población el 0,12 % eran hispanos o latinos de cualquier raza.